# Сианорти (футбольный клуб)
«Сиано́рти» (порт.-браз. Cianorte Futebol Clube) — бразильский футбольный клуб представляющий одноимённый город из штата Парана.

## История
Клуб основан 13 февраля 2002 года, домашние матчи проводит на арене «Олимпико», вмещающей 1 700 зрителей. Лучшим достижением «Сианорти» в чемпионате штата Парана является 3-е место в 2004 году. Один раз в своей истории клуб выступал в Серии C Бразилии, в 2004 году он занял в ней 48-е место. В 2005 году «Сианорти» принимал участие в розыгрыше Кубка Бразилии, где во втором круге в первом матче сенсационно разгромил со счётом 3:0 «Коринтианс», за который играли такие звёзды как Карлос Тевес, Нилмар, и Хавьер Маскерано, но в ответном матче «Сианорти» не удержал добытого преимущества и, проиграв 1:5, выбыл из розыгрыша кубка.
В 2011 году клуб дебютировал в Серии D Бразилии.

## Достижения
- Третий призёр чемпионата штата Парана (1): 2004
- Чемпион Второго дивизиона Лиги Паранаэнсе (1): 2016